# NGC 7423
NGC 7423 ist ein offener Sternhaufen im Sternbild Kepheus. 
Er wurde am 1. August 1788 von Wilhelm Herschel entdeckt.